# Xanthopimpla varivittata
Xanthopimpla varivittata är en stekelart som beskrevs av Cameron 1911. Xanthopimpla varivittata ingår i släktet Xanthopimpla och familjen brokparasitsteklar. Inga underarter finns listade i Catalogue of Life.